# Harmothoe globosa
Harmothoe globosa är en ringmaskart som beskrevs av Pettibone 1990. Harmothoe globosa ingår i släktet Harmothoe och familjen Polynoidae. Inga underarter finns listade i Catalogue of Life.